# Michal Jurajda
Michal Jurajda (15. srpna 1812 Rožnov pod Radhoštěm – 11. června 1874 Rožnov pod Radhoštěm), byl rakouský politik české národnosti z Moravy; poslanec Moravského zemského sněmu a starosta Rožnova.

## Biografie
Byl příslušníkem bohatého tkalcovského rodu z Rožnova pod Radhoštěm. Navštěvoval školu v rodném městě a pak německou měšťanskou školu v Novém Jičíně. Vyučil se na tkalce. Roku 1830 převzal vedení rodinné firmy. Z odkazu svého zemřelého otce tehdy nechal postavit nad Záhumním kamenný kříž. Jeho manželkou byla Rozálie Kramolišová. Po jejím úmrtí se jeho druhou manželkou stala Veronika Janíková. Měli pět dětí. Byl činný v komunální politice. 25. července 1850 byl zvolen na post starosty Rožnova pod Radhoštěm coby první volení starosta po zavedení obecní samosprávy. Zasloužil se o rozvoj města a místního lázeňství. V 50. letech byl politicky pronásledován kvůli rozšiřování Epištol kutnohorských od Karla Havlíčka Borovského. V roce 1853 byl proto sesazen z funkce starosty a octil se pod policejním dohledem. Znovu se do starostenského úřadu vrátil roku 1858. V roce 1867 ho v starostenské funkci nahradil jeho švagr Vincenc Janík (též uváděn jako Čeněk Janík).
Zapojil se i do vysoké politiky. Už během revolučního roku 1848 byl v zemských volbách roku 1848 zvolen na Moravský zemský sněm, kde zastupoval kurii venkovských obcí, obvod Valašské Meziříčí, Rožnov. Na sněmu se výrazněji neprojevoval.
Do politiky se vrátil po obnovení ústavního systému vlády. V zemských volbách 1861 se opět stal poslancem Moravského zemského sněmu, za kurii venkovských obcí, obvod Valašské Meziříčí, Rožnov, Vsetín. Mandát zde obhájil v zemských volbách v lednu 1867, zemských volbách v březnu 1867, zemských volbách 1870 a zemských volbách v září 1871. V krátce poté konaných zemských volbách v prosinci 1871 se již mezi zvolenými poslanci nezmiňoval. Na sněmu podpořil návrh na posílení samosprávy obcí a odevzdání kontribučních fondů do správy obcí. Podpořil rovněž regulaci řek na Moravě a přijetí zákona o užívání vod. Působení na zemském sněmu ukončil roku 1871 ze zdravotních důvodů. Byl uvědomělým českým vlastencem (Moravská národní strana, staročeská). Poslanecký slib skládal v únoru 1867 v češtině.
Zemřel v červnu 1874 ve věku 62 let, po dlouhé a bolestivé nemoci na ochrnutí plic.